# Буковинська надія
«Восход»  — український жіночий футбольний клуб з села Великий Кучурів Чернівецької області. У сезоні 2020/21 років виступав у Вищій лізі України.

## Історія
Футбольний клуб «Буковинська Надія» (Великий Кучурів) заснований 2016 року в селі Великий Кучурів. У сезоні 2018/19 років виступала в Першій лізі України, де посіла 5-те місце в першій групі. Наступного сезону посів друге місце в першій групі та вийшов до Вищої ліги. Свій дебютний сезон (2020/21 років) у вищому дивізіоні посів 10-те місце.

## Клубні кольори, форма, логотип, гімн
| Жовтий | Чорний |

Клубні кольори — жовто-чорні. Футболісти зазвичай проводять свої домашні матчі в жовтих футболках, чорних шортах і жовтих шкарпетках.

## Досягнення
- Вища ліга України
  - 10-те місце (1): 2020/21

- Перша ліга України
  -  Срібний призер (1): 2019/20 (перша група)

- Кубок України
  - 1/8 фіналу (2): 2018/19, 2019/20

## Структура клубу

### Стадіон
Домашні матчі клуб проводить на стадіоні «Буковина» у Чернівцях, який вміщує 12 тисяч глядачів.

### Інші досягнення
Окрім основної команди в клубі функціонує дівоча та дитяча команда, яка виступає в міських турнірах.

## Принципові протистояння
- « ЕМС-Поділля»